# 迪奥斯莱瓜尔德
迪奥斯莱瓜尔德，是西班牙卡斯蒂利亚-莱昂萨拉曼卡省的一个市镇。 总面积16平方公里，总人口166人（2001年），人口密度10人/平方公里。